# Uwe Schaarschmidt
Uwe Schaarschmidt (* 1943) ist ein deutscher Psychologe.

## Leben
Nachdem Uwe Schaarschmidt die Hochschulreife erlangt hatte, studierte er von 1963 bis 1968 Psychologie an der Humboldt-Universität Berlin und schloss das Studium mit dem Diplom ab. 1972 wurde er ebenfalls an der Humboldt-Universität promoviert. Nach seiner Habilitation im Jahre 1980 wurde er 1987 ordentlicher Professor für Psychodiagnostik an der Humboldt-Universität zu Berlin.
Er gründete 1982 federführend und leitete danach das Psychodiagnostische Zentrum (PdZ), den einzigen Testverlag der DDR, welcher dem Bereich Psychodiagnostik des psychologischen Instituts zugeordnet war. Gemeinsam mit A. W. Fischer gründete er 1992 das Institut COPING – Psychologische Diagnostik & Personalentwicklung in Wien.
1993 erhielt er eine Professur an der Universität Potsdam. Bis zu seiner Emeritierung Ende 2006 hatte er den Lehrstuhl für Persönlichkeits- und Differentielle Psychologie inne.
Schaarschmidt nahm Lehr- und Forschungstätigkeiten an der Humboldt-Universität zu Berlin, an verschiedenen Universitäten Lateinamerikas, am Institut für Angewandte Entwicklungspsychologie und Sozialisationsforschung in Berlin und an der Universität Wien wahr.
Schaarschmidts Arbeitsbereich umfasste die Persönlichkeit, Arbeit und Gesundheit unter differentiellem Aspekt, Leistungs- und Persönlichkeitsdiagnostik. Zuletzt stand die Lehrergesundheit im Vordergrund seiner Tätigkeit. Bundesweite Beachtung erlangt die von Schaarschmidt als Hauptverantwortlichem durchgeführte „Potsdamer Studie zur Lehrerbelastung“.

## Schwerpunkte
Schwerpunkte waren die Konstruktion und Anwendung von Methoden der Personalauswahl und Personalentwicklung für verschiedene Bereiche in Wirtschaft und Verwaltung (Assessment-Center-Verfahren, Auswahltests, Hearings, Potenzialanalysen), außerdem Anforderungs- und Belastungsanalysen in Berufen mit erhöhter psychosozialer Beanspruchung (Lehrer, Pflegepersonal, Ärzte, Mitarbeiter von Polizei, Strafvollzug und Feuerwehr) sowie die Ableitung und Durchführung bedingungs- und personenbezogener Interventionen, personalpsychologische Begleitung und Unterstützung von Existenzgründungen, Durchführung von persönlichkeits- und gesundheitsfördernden sowie teambildenden Maßnahmen. Ferner stand das Coaching von Mitarbeitern und Führungskräften aus diesen Bereichen im Vordergrund.

## Veröffentlichungen (Auswahl)
- Zur diagnostischen Valenz von Komponenten des Entscheidungsverhaltens unter besonderer Berücksichtigung eignungsdiagnostischer Anwendung, Berlin 1973
- Bewältigungsmuster im Beruf. Persönlichkeitsunterschiede in der Auseinandersetzung mit der Arbeitsbelastung, Göttingen 2001, Vandenhoeck und Ruprecht, ISBN 3-525-45880-0